# Piratapuyo
Piratapuyo o Wa'íkâná (hombres pez), son una etnia indígena originaria de las cuencas hidrográficas de los ríos Papurí y Tiquié, en el departamento colombiano de Vaupés y el estado de Amazonas (Brasil).
Eran una patria conformada por los linajes patrilineales. Sin embargo, debido a un conflicto interno, los wehétárá y  los bu'sáná migraron a los alrededores de Leticia (Amazonas, Colombia) y los kenáná se radicaron en el Guaviare, donde también se han establecido comunidades Desano y Tucano; y algunas familias se establecieron en los Llanos el Yarí en el Caquetá.

## Economía
Se destacan como pescadores, debido a que desde niños son instruidos sobre los ciclos de vida, hábitos alimenticios y demás comportamientos de más de cien especies de peces y dominan diferentes métodos de pesca. Con fibras de la palma mirití, fabrican una red (wêdü) e hilo para pescar (móô kórida) con anzuelos. Construyen diferentes clases de trampas de distintos tamaños y formas, que se usan según las distintas corrientes de agua, lugares y peces a capturar. La más grande, la trampa de canal keó, mide 6,50 m y se deja instalada permanentemente. Algunas trampas son especiales para las "cahiveras" o saltos en los desniveles del río. Además construyen canoas yuküsá, de troncos ahuecados.
Practican la agricultura itinerante. En la chagra la especie dominante es la yuca amarga, que procesan para obtener el "casabe" (nâhó tortilla o "pan de la selva"), la "fariña" (po'ká harina tostada) y la bebida yûmúkú. También cultivan caña de azúcar, piña, tabaco y coca. 
Casan con escopeta, cerbatana y arco y flecha venados, pecarís y aves. Complementan su alimentación con la recolección de hormigas, ranas y frutos silvestres.
Fabrican canastos y las flautas de tubo upú (de tronco de palma) y la trompeta kuú de caparazón de tortuga, la cual usan en el "baile de la tortuga".

## Lengua
Su lengua propia pertenece a la rama oriental de la Familia Tucano. Los piratapuyo hablan varias lenguas, ya que la exogamia que practican rigurosamente, les impone casarse con una pareja de diferente origen étnico y su sistema social integra a diferentes etnias o fratrias, tucano orientales.